# 1951 Lick
1951 Lick este un asteroid din centura principală, descoperit pe 26 iulie 1949 de Carl Wirtanen.